# Dorothea Lata
Dorota Lata (ur. 30 stycznia 1982 w Świętochłowicach) – polsko-niemiecka aktorka i reżyserka.

## Życie

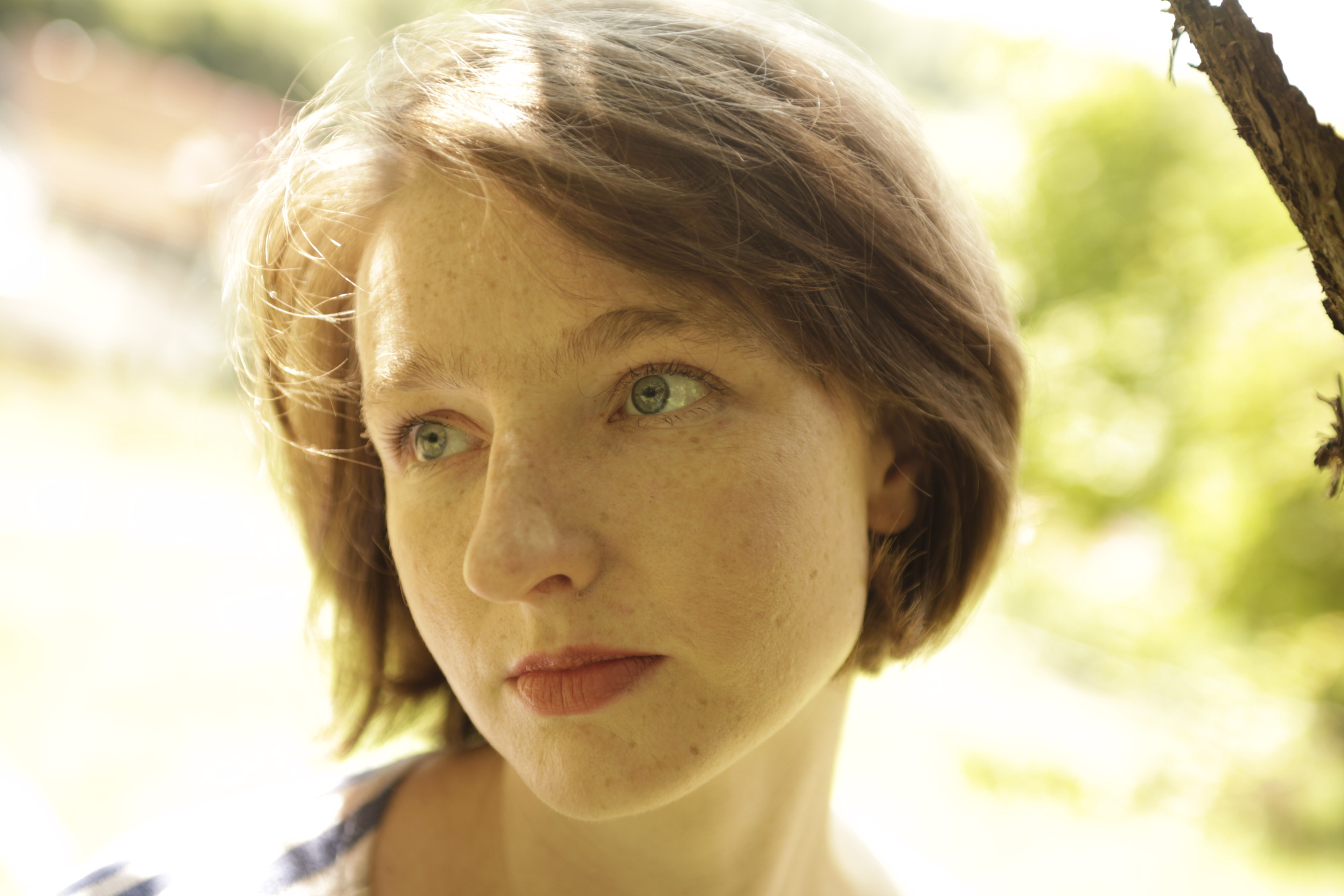
Dorothea Lata (2014)

Dorothea Lata urodziła się w Świętochłowicach na Górnym Śląsku w Polsce. W 1986 roku wyemigrowała z rodzicami do Hanoweru. W latach 2000–2004 odbywała szkolenie aktorskie w szkole im. Otto Falckenberga w Monachium. Następnie pracowała jako aktorka w Thalia Theatre Halle, a w 2006 roku przeniosła się do Saarland State Theatre. Jej pierwszy film krótkometrażowy „Tak, och, tak” powstał podczas jej pobytu w Saarbrücken. Zagrała główną rolę kobiecą w niezależnym projekcie filmowym ... i Exitus , a w 2013 roku zagrała w serialu kryminalnym Tatort: Melinda.
Lata 2010/11 spędziła w Warszawie i na Górnym Śląsku, pracując nad swoim pierwszym filmem dokumentalnym. W tym czasie brała udział w niemiecko-polskim projekcie Sąsiedzi PL-DE, w ramach którego wyprodukowała film krótkometrażowy Ida nazod, który został pokazany na „Planete Doc Festival” w Warszawie w 2011 roku.
Dokument Schlesiengrube, lokalna historia miał swoją premierę w 2013 roku na festiwalu filmowym RegioFun w Katowicach i był pokazywany w konkursie Festiwalu Filmowego Nysa 2014.
Od 2013 roku mieszka z mężem, muzykiem i filmowcem Oliverem Zieglerem, w Südharz. Pracuje jako niezależna aktorka filmowa i teatralna, wspólnie z mężem realizuje projekty teatralno-filmowe i muzyczne.

## Filmografia
jako aktorka
- 2001: Letni sen (film telewizyjny)
- 2002: Banany, Pomarańcze, Truskawki (film krótkometrażowy)
- 2004: 21 listów miłosnych (film telewizyjny)
- 2006: Sarrelibre (film krótkometrażowy)
- 2008: Kuncept (film krótkometrażowy)
- 2009: Depereo (film krótkometrażowy)
- 2010: ...i Exitus (film fabularny)
- 2012: Tatort – Melinda (serial)
- 2013: Forum Sprawiedliwego Handlu – Bądź uczciwy. Wszędzie (praca konkursowa Rec A<Fair)
- 2016: Terra X – Dzień w . . . (seria filmów dokumentalnych)
- 2023: Q jest zwierzęciem (film fabularny)

jako reżyser
- 2006: Tak, och, tak! (film krótkometrażowy)
- 2011: Ida Nazod (film krótkometrażowy)
- 2013: Schlesiengrube, historia lokalna (dokument)

## Teatr
- 2003–2004: Münchner Kammerspiele
- 2004: LTS Memmingen
- 2004–2006: Teatr Thalia w Halle
- 2006–2014: Teatr Państwowy Saary
- 2015–2017: Teatr Niemiecki w Getyndze